# Magda Buckinx
Magda Buckinx (Lommel, 20 november 1932 - Antwerpen, 12 juli 1997) was dichteres, schrijfster en journaliste.

## Leven
Magda Buckinx werd geboren als dochter van de in katholieke kringen bekende schrijfster Antoinette Buckinx-Luykx en van dr. Gustaaf Buckinx. Ondanks een druk gezinsleven slaagde ze er in een opmerkelijk oeuvre uit te bouwen. Daarnaast was ze als vast medewerkster verbonden aan het toenmalige Vlaamse christelijke maandblad Jee en in de jaren 80 ook aan het gematigd conservatieve opinie-maandblad Alternatief. Wellicht het meeste bekendheid kreeg Magda Buckinx als tekstschrijver voor de kleinkunstgroep De Vaganten. Voor haar dichtwerk ontving Buckinx in 1991 de Ferdinand Snellaertprijs van de Vereniging voor Vlaams-Nationale Auteurs.
Buckinx overleed onverwachts op 64-jarige leeftijd. Op 25 mei 2008 werd een literaire wandelroute ter herinnering aan Magda Buckinx geopend in park Vordenstein te Schoten. In hetzelfde park herinnert sinds 2013 een monument aan haar, een bank met een daarin gegraveerde tekst.

## Dichtwerk
Centraal in haar dichtwerk is de menselijke eenzaamheid, samen met een diepgaand verlangen naar bevrijding dat zelf opnieuw het lijden aan de wereld versterkt. Dit komt al tot uitdrukking in haar eerste bundels vanaf 1965. In de bundels van de late jaren 70 tot en met de jaren 90 blijft de tegenstelling tussen het leven en het verlangen naar volkomenheid het centrale thema van haar poëtisch werk (Ondergesneeuwd, 1977; Tweedehands herinneringen 1983; Laat me, 1995). Naast het genoemde dichtwerk verschijnen in de jaren ‘80 en ‘90 ook nog drie novellen waarvan er zich twee in het voormalige Oostblok afspelen: Dromen sterven niet (1985) in Tsjecho-Slowakije en Nergens thuis (1996) in Oekraïne. De novelle Een vreemde zomer (1991) is daarentegen een tijd- en plaatsloze schets van een verlangen naar een nooit bereikbaar paradijs dat slechts in de herinnering tot leven komt. In 2017 verscheen, naar aanleiding van de 20ste verjaardag van haar overlijden, een bloemlezing van haar gedichten, onder de titel 'Heb mij lief'.